# Општина Богдана (Телеорман)
Богдана (рум. Bogdana) општина је у Румунији у округу Телеорман.
Oпштина се налази на надморској висини од 56 m.